# جيمس إل. مانلي
جيمس إل. مانلي (بالإنجليزية: James L. Manley)‏ هو أحيائي أمريكي، ولد في 30 نوفمبر 1949 في منيابولس في الولايات المتحدة.